# SWAN (漫画)
『SWAN』（スワン）は、有吉京子の漫画。1976年から1981年まで『週刊マーガレット』に連載された。のち、続編が『Maia まいあ—SWAN act II』（2005年 - 2009年、2019年 - 2022年）、『SWAN モスクワ編』（2010年 - 2013年）、『SWAN ドイツ編』（2014年 - 2018年）として、平凡社の『SWAN MAGAZINE』にて連載されている。また、姉妹編として『SWAN -白鳥の祈り-』が1982年から1983年にかけて『週刊マーガレット』に連載された。2011年2月時点で累計発行部数は2000万部を突破している。

## 概要
ひょんな事から一流バレリーナを目指すチャンスを手にした少女・聖真澄のストーリーである。作中には実在のバレリーナや男性舞踊家、振付師が多く登場し、リアリティを高めている。
2005年から『SWAN MAGAZINE』にて、聖真澄の娘まいあを主人公とした続編の『Maia まいあ-SWAN act II-』の連載が開始され2009年に第1部が完結、2019年から始まった第2部は2022年に完結した。
一方、聖真澄とレオンのその後の物語として、『SWAN MAGAZINE』にて2010年から2013年まで『SWAN モスクワ編』、2014年から『SWAN ドイツ編』が描かれた。2018年6月15日発売の『SWAN MAGAZINE Vol.52』をもって完結、中断期間を含めておよそ42年の連載に幕を降ろした。

## あらすじ
15歳の聖真澄はソビエトの舞踊家アレクセイ・セルゲイエフとマイヤ・プリセツカヤの日本公演を観るために北海道の旭川から上京したが、チケットは既に売り切れであった。どうしても公演を見たかった真澄は警備員の手を振り切って中に入り込む。そこでマイヤ・プリセツカヤのスワンに感動を受け、公演後、彼女の前でブラック・スワンの一部を舞う。セルゲイエフとプリセツカヤは彼女をつまみ出そうとする警備員を制して真澄に「どんな花束よりもすばらしいプレゼント」と礼を言う。そこで日本の新進ダンサーの草壁飛翔、京極小夜子とも知り合うことになる。2人は真澄に大きな可能性のあることに気付く。
北海道に帰った真澄に東京からバレエ・コンテストへの出場の依頼が届く。これはヨーロッパのバレエ界と比べて貧弱なサポートしか得られず、才能のあるダンサーがつぶれていく可能性のほうが高い日本のバレエ界を憂えたバレエ協会の企画で、才能あるダンサーを数多く見つけ、国立バレエスクールを設立し、彼らをサポート、かつ政府にも出資させようというアイデアに基づいたものであった。
真澄は京極小夜子と競うことになり予選落ちしてしまうが、真澄の才能を認めたセルゲイエフのバックアップでバレエスクールのメンバーに加えられた。
数か月後、モスクワバレエから日本の才能あるダンサーを受け入れたいとの話があり、ここでも京極小夜子に敗れてしまい、真澄はロンドンのロイヤルアカデミーへの留学が決まった。モスクワへは草壁飛翔、京極小夜子が赴くが、ボリショイの天才少女と噂されるラリサ・マクシモーヴァと京極小夜子はレセプションで競うことになり、それが元でアキレス腱断裂の悲劇にみまわれる。再起が危ぶまれる小夜子に代わり、真澄がボリショイに招聘される候補となる。
真澄とラリサはそれぞれの解釈で「白鳥の湖」の第2幕と第4幕のオデットとオディールで競う。教科書通りの完璧な解釈のラリサはマスコミ受けしたがオリジナルな真澄のオデットとオディールはボリショイ関係者を感嘆させる。その結果、真澄が第3の候補とオーディションの最終選考を受けることになる。第3の候補はラリサの従姉妹のリリアナであった。ラリサは真澄に出来るなら彼女の前に踊るようにアドバイスをする。リリアナの家に招待された真澄はボリショイの振付師である彼女の父親に、母親と以前恋愛関係にあったというセルジェ・ラブロフスキーについて尋ねたが、彼はあいまいな反応を示すのみで聞き出すことは出来なかった。

## 登場人物

### 日本チーム
聖真澄（ひじり ますみ）
旭川出身の15歳、高校1年生。父親は彫刻家、母親はプリマ・バレリーナであった。
京極小夜子（きょうごくさよこ）
将来を嘱望されたバレリーナであったが、モスクワでアキレス腱断裂によりリハビリに励むことになる。
草壁飛翔（くさかべ ひしょう）
札幌出身。京極小夜子と同じバレエ・スクールのやはり将来を嘱望される天才ダンサー。
柳沢葵（やなぎさわ あおい）
草壁飛翔のライバル。
青石薫（あおいし かおる）
真澄の1年後輩。母親は元バレリーナで真澄の母親とライバルだった。

### 日本バレエ協会関係者
日本バレエ協会理事
堤

### ボリショイ関係者
アレクセイ・セルゲイエフ
日本バレエ協会の依頼で国立バレエスクールの教官を務める、ボリショイのダンサー。聖真澄の才能を見出しサポートした。
ラリサ・マクシモーヴァ
ボリショイの天才少女と噂されるバレリーナ。
リリアナ・マクシモーヴァ
ラリサの従姉妹で、彼女が本当の天才バレリーナであることが後に明らかになる。

### ロイヤル・アカデミー関係者
シドニー・エクランド
アカデミーの6th Yearクラスに籍を置くアグレシブなバレリーナ。自分を無視してボリショイが招聘した真澄に反感を抱くが、アカデミーではルームメートになり、真澄は彼女のクリエーティビティとバレエへの姿勢に好感を抱く。

### ニューヨークシティバレエ関係者
マーガレット・ブラウン
バランシンの愛弟子の一人。ニューヨークシティバレエ団のソリスト。スザンヌ・ファレルと同期だった。
ルシアン・スタンレー
スクール・オブ・アメリカンの生徒。レオンハルトの友人。真澄と恋愛関係になる。
エドワード・ルーカス
スクール・オブ・アメリカンの生徒。レオンハルトの友人。
ステファニー・オースティン
スクール・オブ・アメリカンの生徒。レオンハルトの友人。真澄のニューヨークでの良きアドバイザーとなる。

### その他
フェルナンド・カルデナス
キューバのアリシア・アロンソの秘蔵っ子の男性舞踊家。京極小夜子に憧れて来日し真澄と出会う。ロイヤル・アカデミーでは外国人クラスのリーダーとして真澄に自分のクリエーティビティがより大切であることを教え、教官の言うとおりに動くことに終始していた真澄に喝を与える。
レオンハルト・フォン・クライスト
西ドイツ人。両親はドイツ人と日本人。父親はバレエダンサーだった。13歳から3年間スクール・オブ・アメリカンに留学。真澄にパートナーを申し込む。

### モスクワ編登場人物
アルマ・シュヴァイト
シュツットガルトでのレオンの年上の元恋人。画家。
マクシム・ストランスキー
ラリサの恋人。登場時 ボリショイバレエ団ソリスト。現在はプリンシパル。

## 書誌情報
- 有吉京子 『SWAN』 集英社〈マーガレットコミックス〉、全21巻
  1. 「ジュニアバレエコンクールの巻」1977年8月20日発行、ISBN 4-08-850296-5
  2. 「オーロラ姫はだれに？の巻」1977年9月20日発行、ISBN 4-08-850300-7
  3. 「悲劇のプリマの巻」1978年3月20日発行、ISBN 4-08-850330-9
  4. 「ロイヤルアカデミー留学の巻」1978年4月20日発行、ISBN 4-08-850334-1
  5. 「天才少女ラリサとの対決の巻」1978年5月20日発行、ISBN 4-08-850339-2
  6. 「オデットはだれに？の巻」1978年12月20日発行、ISBN 4-08-850375-9
  7. 「大型ライバル青石薫の巻」1979年1月20日発行、ISBN 4-08-850381-3
  8. 「"森の詩"の巻」1979年2月20日発行、ISBN 4-08-850385-6
  9. 「東京世界コンクール（第1次予選）の巻」1979年8月20日発行、ISBN 4-08-850423-2
  10. 「東京世界コンクール（第2次予選）の巻」1979年9月20日発行、ISBN 4-08-850428-3
  11. 「東京世界コンクール（最終審査）の巻」1979年10月20日発行、ISBN 4-08-850434-8
  12. 「東京世界コンクール(ソロの部門)の巻」1980年5月30日発行、ISBN 4-08-850479-8
  13. 「真澄ニューヨークへ…の巻」1980年6月20日発行、ISBN 4-08-850486-0
  14. 「レオンのパートナーは…!?の巻」1980年7月20日発行、ISBN 4-08-850492-5
  15. 「マージとの対決の巻」1980年8月20日発行、ISBN 4-08-850500-X
  16. 「レオンとルシィの間で…の巻」1980年12月25日発行、ISBN 4-08-850533-6
  17. 「ルシィとの愛に生きて…の巻」1981年1月30日発行、ISBN 4-08-850541-7
  18. 「ルシイとの別れそしてまた日本で…の巻」1981年2月28日発行、ISBN 4-08-850548-4
  19. 「妖精リリアナとの競演の巻」1981年7月30日発行、ISBN 4-08-850589-1
  20. 「みにくいアヒル…の巻」1981年8月30日発行、ISBN 4-08-850596-4
  21. 「永遠のパートナーの巻」1981年9月30日発行、ISBN 4-08-850604-9
- 有吉京子 『SWAN -白鳥の祈り-』 集英社〈マーガレットコミックス〉、全3巻
  1. 1983年5月30日発行、ISBN 4-08-850754-1
  2. 1983年6月30日発行、ISBN 4-08-850762-2
  3. 1983年7月30日発行、ISBN 4-08-850770-3
- 有吉京子 『Maia まいあ-SWAN act II-』 平凡社、全7巻
  1. 2006年12月発行、ISBN 4-582-28781-6
  2. 2008年2月発行、ISBN 978-4-582-28782-0
  3. 2009年2月発行、ISBN 978-4-582-28783-7
  4. 2009年12月発行、ISBN 978-4-582-28784-4
  5. 2020年3月発行、ISBN 978-4-582-28845-2
  6. 2021年6月発行、ISBN 978-4-582-28846-9
  7. 2022年12月発行、ISBN 978-4-582-28847-6
- 有吉京子 『SWAN モスクワ編』 平凡社、全4巻
  1. 2011年2月発行、ISBN 978-4-582-28773-8
  2. 2012年2月発行、ISBN 978-4-582-28774-5
  3. 2013年1月発行、ISBN 978-4-582-28775-2
  4. 2014年3月発行、ISBN 978-4-582-28776-9
- 有吉京子 『SWAN ドイツ編』 平凡社、全4巻
  1. 2016年3月発行、ISBN 978-4-582-28777-6
  2. 2017年3月発行、ISBN 978-4-582-28778-3
  3. 2018年3月発行、ISBN 978-4-582-28779-0
  4. 2019年3月発行、ISBN 978-4-582-28780-6